# Salinas (Valencia)
Salinas község Spanyolországban, Valencia autonóm közösségben, Alicante tartományban. Lakosainak száma 1775 fő (2024).

## Fekvése
Salinas Elda, Monóvar, Sax és Villena községekkel határos.

## Népesség
A település lakosságának változását az alábbi diagram mutatja:
| Lakosok száma | 1264 | 1402 | 1498 | 1596 | 1559 | 1583 | 1569 | 1601 | 1642 | 1775 |
|               | 2001 | 2004 | 2006 | 2009 | 2011 | 2014 | 2016 | 2019 | 2021 | 2024 |